# Wiktor Karlowitsch Della-Vos

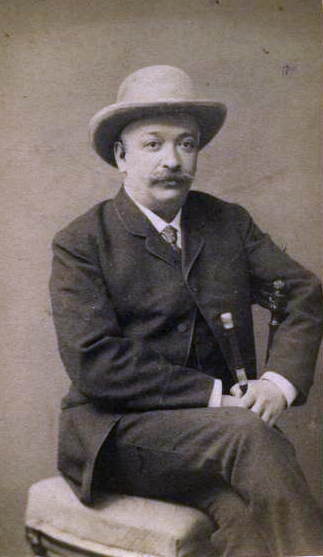
Wiktor Karlowitsch Della-Vos (1870er Jahre)

Wiktor Karlowitsch Della-Vos (russisch Виктор Карлович Делла-Вос; * 31. Januarjul. / 12. Februar 1829greg. in Odessa; † 15. Julijul. / 27. Juli 1890greg. in Paris) war ein russischer Physiker und Hochschullehrer.

## Leben
Della-Vos war der Sohn eines spanischen Emigranten, der den russischen Namen Karl Eduardowitsch Della-Vos angenommen hatte, und einer Adligen. Della-Vos hatte die älteren Geschwister Marija, Michail und Alexander und die jüngeren Ludwig und Fjodor. Della-Vos besuchte das Odessaer Richelieu-Lyzeum, das 1865 die Kaiserliche Neurussische Universität wurde. Nach dem Lyzeumsabschluss 1848 studierte er an der Universität Moskau (MGU) in der Physikalisch-Mathematischen Fakultät mit Abschluss 1853 als Kandidat der MGU (10. Rangklasse entsprechend einem Kollegiensekretär).
Ab September 1854 lehrte Della-Vos an der St. Petersburger Gartenbau-Hauptschule des Ministeriums für Staatsgüter zunächst Russisch und dann Mathematik und Geodäsie. Im März 1857 wurde er Oberlehrer am Odessaer Richelieu-Lyzeum.
1859–1862 absolvierte Della-Vos das Studium der Mechanik am Pariser Conservatoire national des arts et métiers. Im November 1862 wurde ihm das Amt eines Professors an der neuen Petrowskaja-Akademie für Land- und Forstwirtschaft in Moskau übertragen. 1864 konvertierte er von der Römisch-Katholischen zur Russisch-Orthodoxen Kirche. Im September 1865 wurde er zum Ordentlichen Professor der Petrowskaja-Akademie berufen.
Im August 1867 übernahm Della-Vos zusätzlich die Leitung der Moskauer Gewerbeschule, die auf seine Initiative 1868 die Kaiserliche Moskauer Technische Hochschule wurde mit Della-Vos als erstem Direktor. Er führte als neues Lehrfach die von Dmitri Konstantinowitsch Sowetkin an der Gewerbeschule für die Ingenieursausbildung entwickelte Ingenieur-Mechanik ein als Bestandteil eines neuen Ausbildungssystems, das die Grundlage für viele europäische Ausbildungssysteme wurde. 1872 berief er Nikolai Jegorowitsch Schukowski, der an der Hochschule den Lehrstuhl für Theoretische Mechanik gründete. 1877 organisierte er an der Hochschule die erste russische Polytechnische Gesellschaft.
1874 gründete Della-Vos zusammen mit Graf Alexei Sergejewitsch Uwarow und Nikolai Fjodorowitsch Kruse die erste Pferdebahnlinie in Moskau.

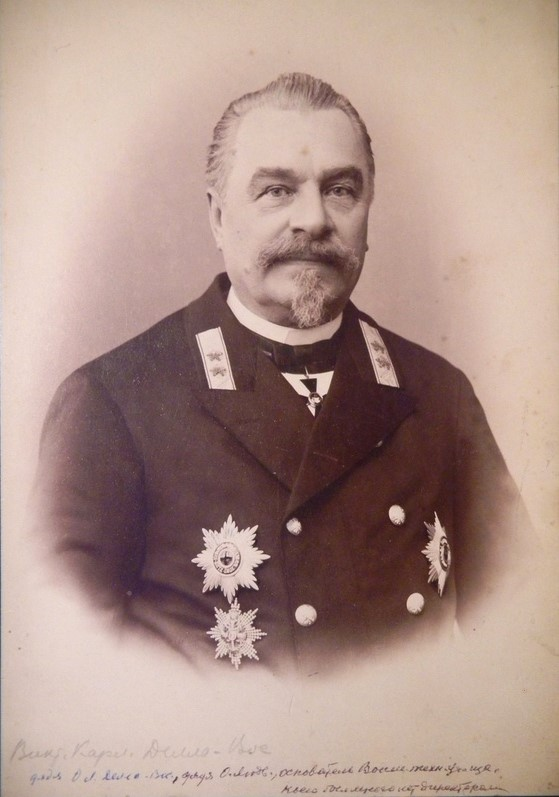
Geheimrat (3. Rangklasse) Wiktor Karlowitsch Della-Vos (1880er Jahre)

1881 wurde Della-Vos Leiter der Studienabteilung des Verkehrsministeriums. Er entwickelte ein Projekt zur Errichtung von Kondukteur-Schulen mit einem neuartigen Ausbildungsprogramm. Die existierenden Eisenbahn-Schulen wurden reformiert. Er entwickelte Grundsätze für den Aufbau von Schulen für Dampfschiff-Maschinisten und -Techniker. Auch war er an der Reformierung des St. Petersburger Instituts der Verkehrsingenieure beteiligt.
Della-Vos nahm an den Weltausstellungen London 1962, Paris 1867, Wien 1873, Paris 1878 und an der International Inventions Exhibition London 1885 teil.
Della-Vos war Mitglied der Kaiserlichen Russischen Technik-Gesellschaft, der Moskauer Gesellschaft zur Verbreitung des Technischen Wissens, der Kaiserlichen Gesellschaft der Freunde der Naturwissenschaft, Anthropologie und Ethnographie, der Kaiserlichen Freien Ökonomischen Gesellschaft zu Sankt Petersburg und der Kaiserlichen Gesellschaft der Landwirtschaft.
Die Künstlerin Olga Ludwigowna Della-Vos war eine Nichte aus der Ehe von Ludwig Della-Vos mit Marija Toschkewitsch (Tochter eines bulgarischen Großhändlers aus Odessa) und die Kunsthistorikerin Olga Iljinitschna Podobedowa eine Großnichte von Della-Vos.